# Lijst van wapens van Kroatische deelgebieden
Dit artikel bevat een lijst van wapens van Kroatische deelgebieden. Kroatië bestaat uit 21 provincies die elk een eigen wapen hebben.

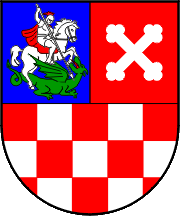
Bjelovar-Bilogora
Brod-Posavina
Dubrovnik-Neretva
Istrië
Karlovac
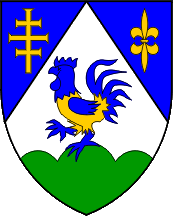
Koprivnica-Križevci
Krapina-Zagorje
Lika-Senj
Međimurje
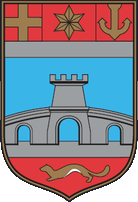
Osijek-Baranja
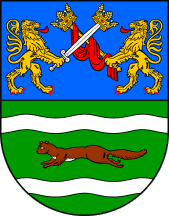
Požega-Slavonië
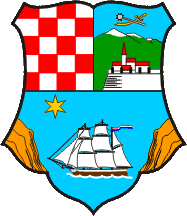
Primorje-Gorski Kotar
Šibenik-Knin
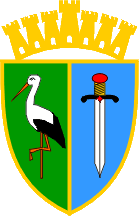
Sisak-Moslavina
Split-Dalmatië
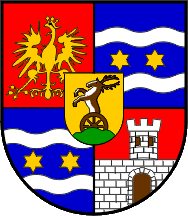
Varaždin
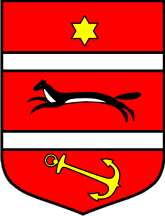
Virovitica-Podravina
Vukovar-Srijem
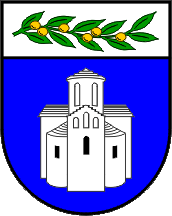
Zadar
Zagreb-Provincie
Zagreb-Stad